# تشرمة دش (دودانغة)
تشرمة دش (بالفارسية: چرمه‌داش) هي منطقة سكنية تقع في إيران في قسم دودانغة الریفي. يقدر عدد سكانها بـ 65 نسمة.